# Sakhipur
Sakhipur (en bengali : সখিপুর) est une upazila du Bangladesh dans le district de Tangail. En 2011, on y dénombrait 277 685 habitants.